# Lulo

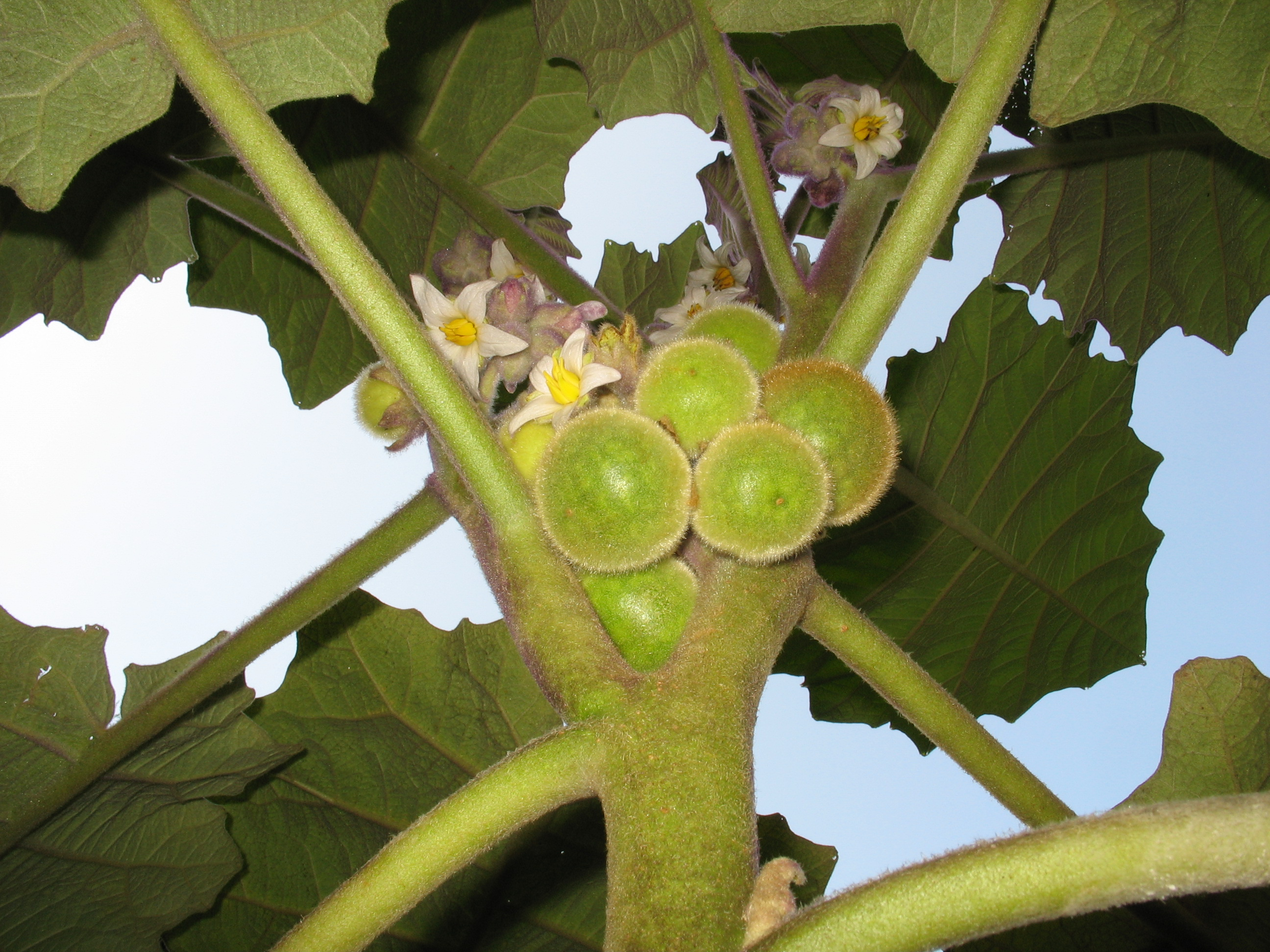
Lulopflanze von unten

Die Lulo (Solanum quitoense) oder Quitorange, auf Spanisch auch Naranjilla genannt, ist eine südamerikanische Kulturpflanze aus der Gattung Nachtschatten (Solanum) in der Familie der Nachtschattengewächse. Lulo ist die aus dem Quechua abgeleitete, vor allem in Kolumbien verbreitete Bezeichnung (teils auch: „Lulu“), während in Ecuador die aus dem Spanischen stammende Bezeichnung Naranjilla (kleine Orange; von naranja, deutsch Orange/Apfelsine) verwendet wird. Das wissenschaftliche Art-Epitheton quitoense ist von Quito, der Hauptstadt Ecuadors, gebildet.

## Beschreibung

### Vegetative Merkmale
Lulo-Pflanzen sind aufrecht wachsende oder unregelmäßig verzweigte, krautige bis verholzende, ausdauernde Sträucher, die eine Höhe von 1 bis 3 m erreichen können. Die Sprossachse ist dicht wollig behaart, die oftmals violetten Trichome sind mit sechs bis neun Strahlen sternförmig und können nahezu aufsitzend oder mit mehrzelligen Stielchen versehen sein. Die längsten Trichome erreichen 1 bis 4 mm Länge, die seitwärts gerichteten Strahlen sind 0,6 bis 1,5 mm lang, der nach oben gerichtete Mittelstrahl ist genauso lang oder etwas kürzer. Es gibt bewehrte und unbewehrte Formen der Art, ist eine Bewehrung vorhanden, besteht sie aus 1 bis 3 (selten bis 5) mm langen Stacheln, die an der Basis eine Breite von 0,5 bis 1,5 mm aufweisen und meist etwas gebogen sind.
Die einfachen, wechselständigen und weichen Laubblätter sind etwa so lang wie breit. Die Länge kann zwischen 13 und 50 cm und die Breite zwischen 11 und 40 cm variieren. Die Blattspreite ist elliptisch bis eiförmig, relativ dünn und filzig behaart. Von den teils rötlichen Hauptadern gehen je Seite etwa fünf oder sechs Nebenadern ab. Die Blattbasis ist stumpf oder schwach herzförmig, der Rand ist ganz und mit drei bis sieben dreieckigen Lappen oder groben Zähnen besetzt, die Spitzen der Lappen und Zähne sind rundspitzig bis spitz und bilden die Enden der Nebenadern. Die Bögen, Buchten zwischen den Lappen sind ganzrandig oder mit ein oder zwei Zähnen versehen. Die Blattspitze ist rundspitzig bis spitz. Die ähnlich der Sprossachse behaarten und bewehrten, teils rötlichen Blattstiele sind 5 bis 15 cm lang, typischerweise zwischen 1/4 bis 1/2 der Länge der Blattspreiten. Die Behaarung der Blattoberseite besteht aus aufsitzenden, sternförmigen Trichomen, die Mehrzahl besteht aus einem 1 bis 2 mm langen Mittelstrahl und vier bis sechs nur 0,1 bis 0,4 mm kurzen Seitenstrahlen. Zudem treten auch kleinere aufsitzende Trichome auf, deren Seiten- und Mittelstrahlen 0,1 bis 0,3 mm lang werden können. Die Blattunterseite ist dicht mit miteinander verwobenen, aufsitzenden und gestielten Trichomen besetzt. Besonders entlang der Hauptadern ist die Behaarung violett gefärbt. Die Blätter können unbewehrt oder mit Stacheln entlang der Haupt- und Nebenadern besetzt sein.

### Blütenstände und Blüten

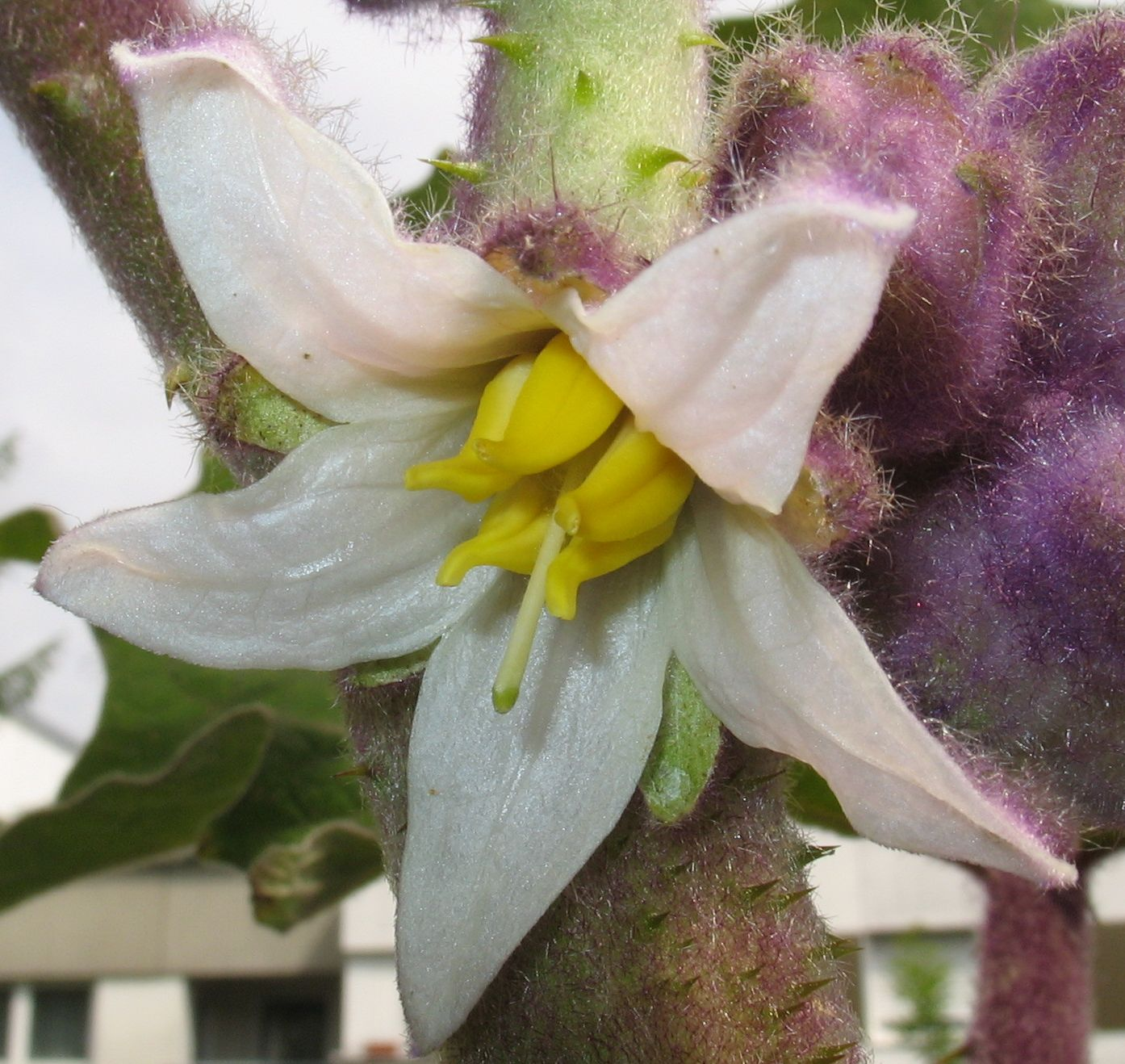
Zwittrige Luloblüte mit einem langen Griffel
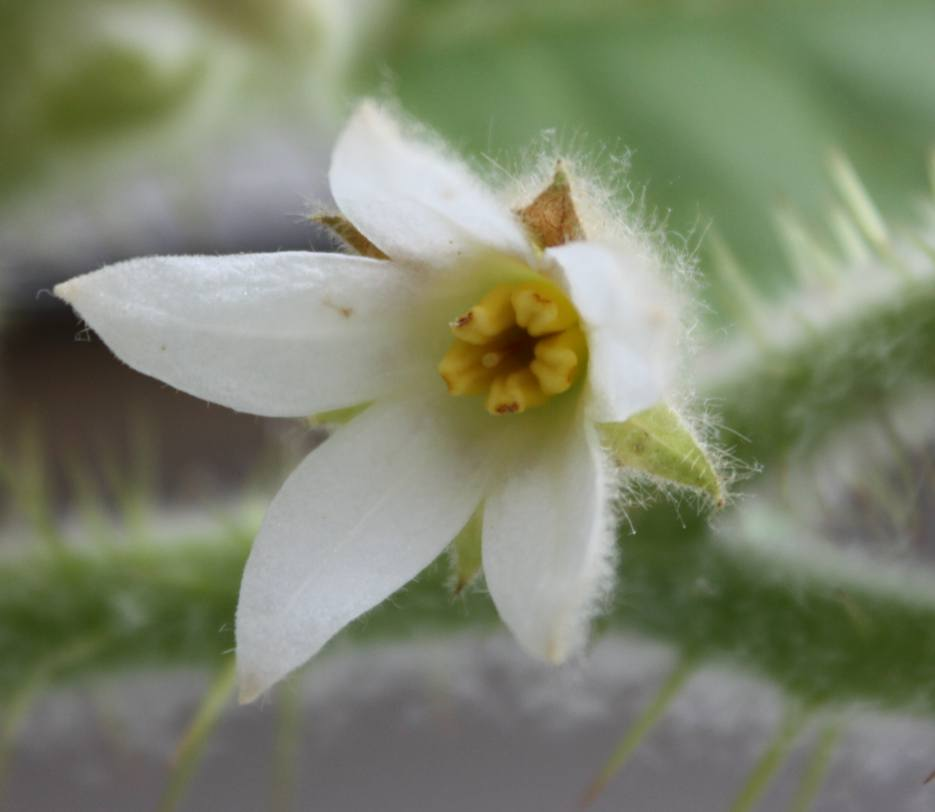
Männliche Blüte mit einem kurzen Griffel
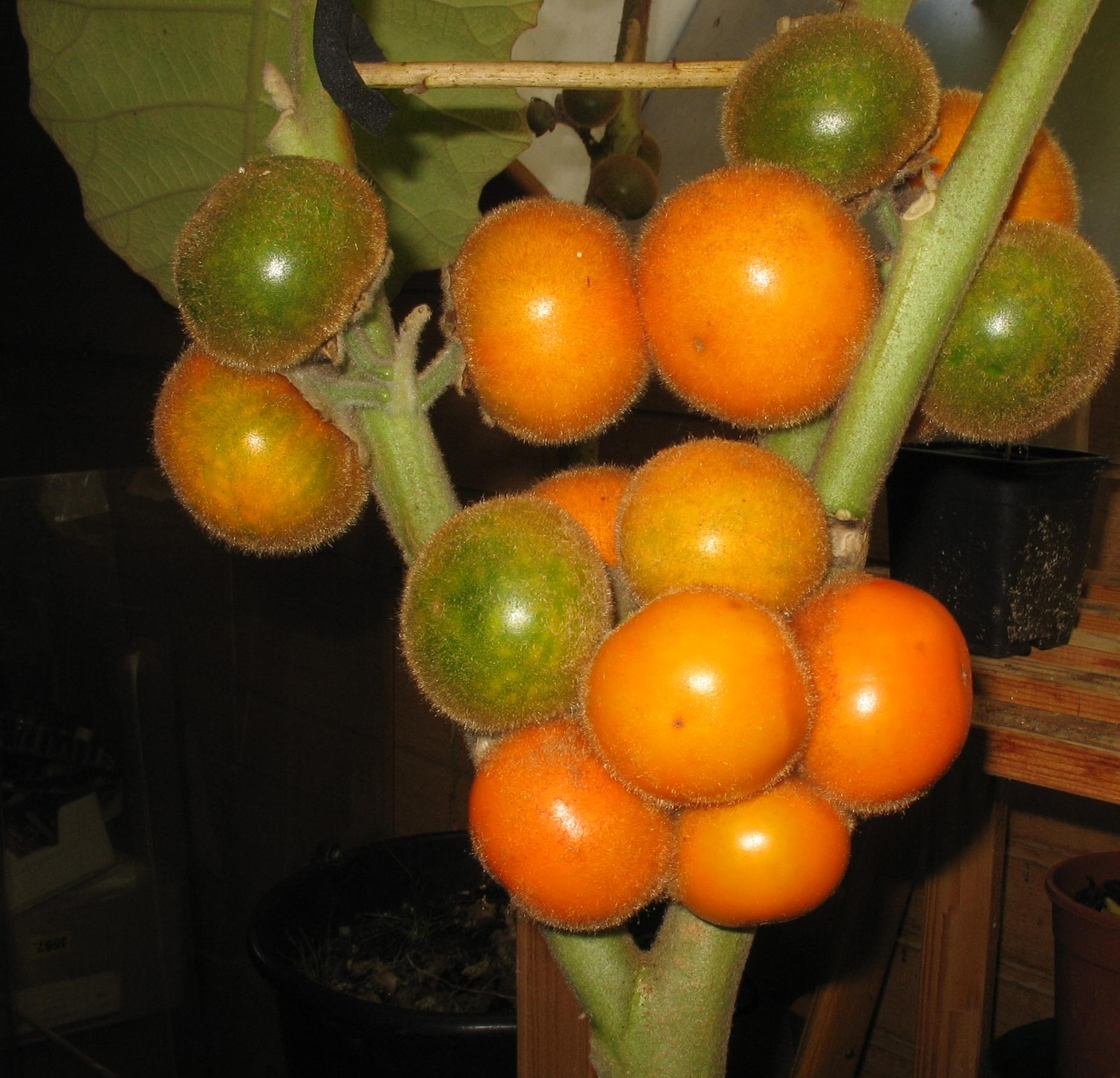
Reifende Lulofrüchte
Spreitenrand mit Trichomen bei einem Blatt von Solanum quitoense
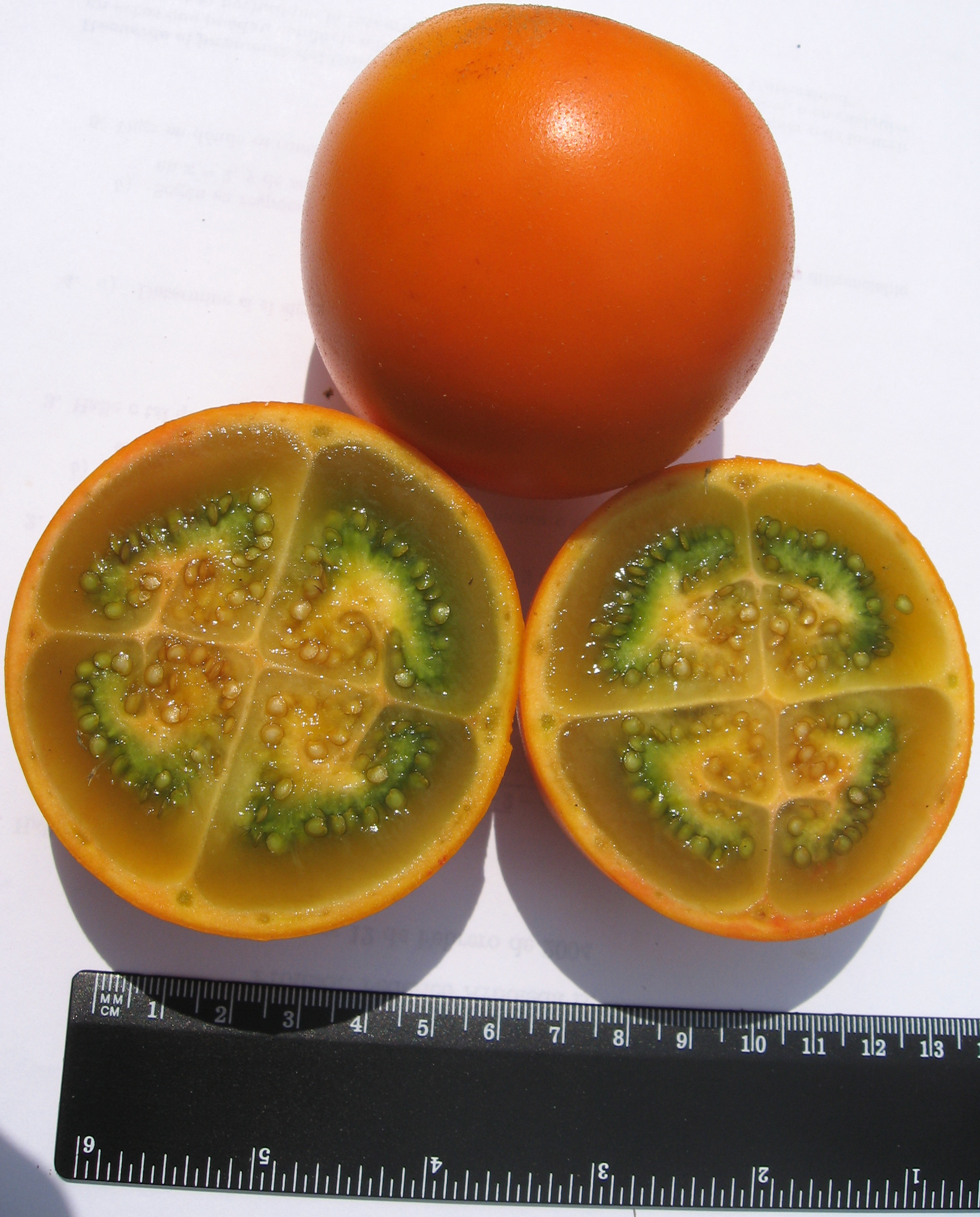
Lulo-Früchte
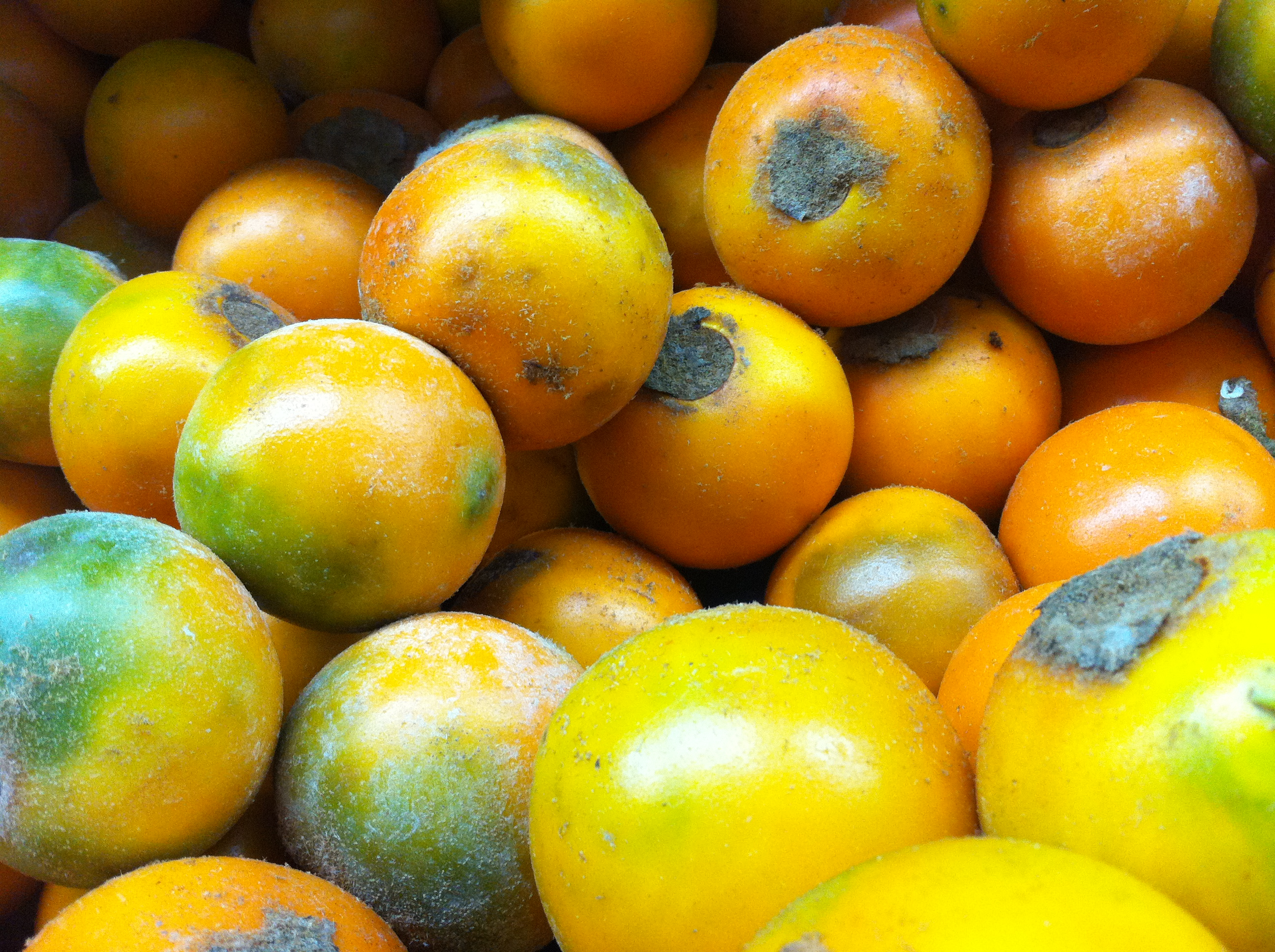
Lulo-Früchte im Supermarkt (Florencia, Kolumbien)

Solanum quitoense ist andromonözisch, es sind also männliche und zwittrige Blüten auf einem Individuum zu finden. Auch liegt eine Distylie vor, weil die zwittrigen Blüten lange Griffel und die funktionell männlichen, die keine Früchte produzieren, kurze haben. Bei den männlichen Blüten ist auch der Fruchtknoten etwas kleiner.
Die unverzweigten, achselständigen und gemischten, meist bündeligen Blütenstände stehen oft gegenüber den Blättern und bestehen aus bis zu 10–24 Blüten. Die Blütenstände können auch kurz gestielt sein und doldig ausgebildet sein. Die Blütenstandsachse und die Blütenstiele sind dicht mit sternförmigen Trichomen besetzt, sie können unbewehrt oder stachelig bewehrt sein. Die Blütenstiele sind 5 bis 15 mm lang und verlängern sich bei Fruchtreife nicht. Sie stehen eng zusammen, meist 2 bis 3 mm auseinander. Die Basis der Blütenstiele ist verbreitert. In den äußeren Blüten eines Blütenstandes sind oftmals nur die männlichen Blütenteile fertil. Die Blütenknospen sind dicht, wollig und purpurfarben behaart.
Die duftenden Blüten sind fünfzählig mit doppelter Blütenhülle. Der Blütenkelch ist breit glockenförmig und 14 bis 20 mm lang, wovon die Kelchröhre 5 bis 8 mm Länge besitzt. Die Breite des Kelches beträgt 8 bis 13 mm, die eiförmigen bis breit eiförmigen Kelchzipfel sind 7 bis 13 mm lang und 5 bis 8 mm lang. Oftmals sind sie weiß und kronblattähnlich. Die Außenseite ist dich wollig, weißlichen bis purpurnen behaart. An der Frucht ist der Kelch etwas vergrößert, umschließt die Frucht jedoch nicht. Die weiße, sternförmige, radiärsymmetrische Krone hat einen Durchmesser von 3 bis 5 (selten bis zu 7) cm und ist 20 bis 25 mm lang. Die Kronröhre ist 4 bis 6 mm lang. Die Kronlappen haben eine Größe von 10 bis 15 × 5 bis 7 mm, sie sind eilanzettlich, ausladend, oft spitz und auf der Außenseite dicht mit weißlichen bis purpurnen und sternförmigen Trichomen besetzt, auf der Innenseite sind sie kahl oder nur schwach behaart. Die Staubblätter besitzen nur kurze, maximal 1 mm lange Staubfäden, die großen, gelben Staubbeutel sind jedoch 7 bis 15 mm lang und an der Basis 2 bis 3,5 mm breit. Sie sind eilanzettlich und die Spitzen sind mehr oder weniger zusammengeneigt oder abstehend. Sie öffnen sich durch schmale Poren an den Spitzen nach außen. Der oberständige, vierkammerige Fruchtknoten ist dicht behaart, der runde, gerade und kahle Griffel ist entweder länger (1 cm) als die Staubblätter oder kürzer (0,5 cm), die Narbe ist kopfig.
Die violette, purpurne Färbung des Haarkleids wird durch Temperaturschwankungen beeinflusst. Die Blüten produzieren keinen Nektar, dafür ist der Pollen proteinhaltig.

### Früchte und Samen
Je Blütenstand entstehen zwischen ein und vier kugelige, 3,5 bis 7 cm große, vielsamige Beeren mit beständigem Kelch, die bei Reife orange sind. Zunächst sind die Früchte dicht mit gelb-bräunlichen und borstigen, stechenden und sternförmigen, aufsitzenden Trichomen besetzt, deren Mittelstrahl 3,5 bis 4,5 mm lang werden kann und deren fünf bis 15 Seitenstrahlen etwa 0,2 mm lang sind. Der größte Teil der Behaarung verliert sich jedoch bis zur Fruchtreife, der Rest wird nachher entfernt. Die leicht rauen, feinwärzlichen und kahlen Früchte, mit leicht gummiger, ledriger Schale, enthalten 4 durch häutige Trennwände getrennte Fächer, die mit durchscheinendem, etwas schleimigem und gelblich-grünem, sehr saftigem, saurem, aromatischem Gelee (Plazentagewebe) gefüllt sind. Das Perikarp (Fruchtfleisch) ist etwa 5–10 mm dick.
In den Früchten befindet sich eine Vielzahl (bis über 1000) gelblicher oder leicht bräunlicher, feingrubiger und flacher Samen. Diese sind eiförmig und haben eine Größe von 2,5 bis 4 mm.

### Chromosomenzahl
Die Chromosomenzahl beträgt 2n = 24.

## Verbreitung
Die Lulo wird in Ecuador, Peru und Kolumbien zwischen etwa 1.000 und 2.400 m Höhe in den Anden angebaut. In Panama, Costa Rica und Guatemala wurde die Pflanze später eingeführt. Eine Wildform ist nicht bekannt.

## Nutzung
In Kolumbien und Ecuador wird das Fruchtfleisch der Lulo mit Milch oder Wasser verdünnt und mit Zucker zu Saft verarbeitet oder in anderen Getränken verwendet. Die Selbstverarbeitung der frischen Früchte zu Saft, meist mit einem Küchenmixer, ist gängige Praxis in Kolumbien. Der Verkauf von fertigem Saft wie etwa in Europa ist unüblich. Indigene Völker wie etwa die Waorani aus Ecuador nutzen die Früchte als Shampoo.
In Europa gibt es kaum Nachfrage, da die Frucht und deren Verwendung den meisten Menschen unbekannt ist und auch kaum vermarktet wird. Gelegentlich kommt Lulomark in Multivitaminsäften vor. In Mitteleuropa wird die Lulo jedoch unter verschiedenen Namen gelegentlich als Zierpflanze gezogen.
Vereinzelt wird Lulo auch zu Speiseeis verarbeitet.